# Kumothales inexpectata
Kumothales inexpectata is een vlinder uit de onderfamilie Limenitidinae van de familie Nymphalidae. De wetenschappelijke naam van de soort is voor het eerst geldig gepubliceerd in 1940 door Frans Overlaet.